# Tam Lập
Tam Lập is een xã in huyện Phú Giáo, een district in de Vietnamese provincie Bình Dương.
Tam Lập ligt ten oosten van Phước Vĩnh, de hoofdplaats van het district. Tam Lập ligt in het oosten van het district. Tam Lập ligt op de noordelijke oever van de Sông Bé en op de westelijke oever van de Mã Đà. De Mã Đà stroomt in Tam Lập in de Sông Bé.